# Nanopartícula

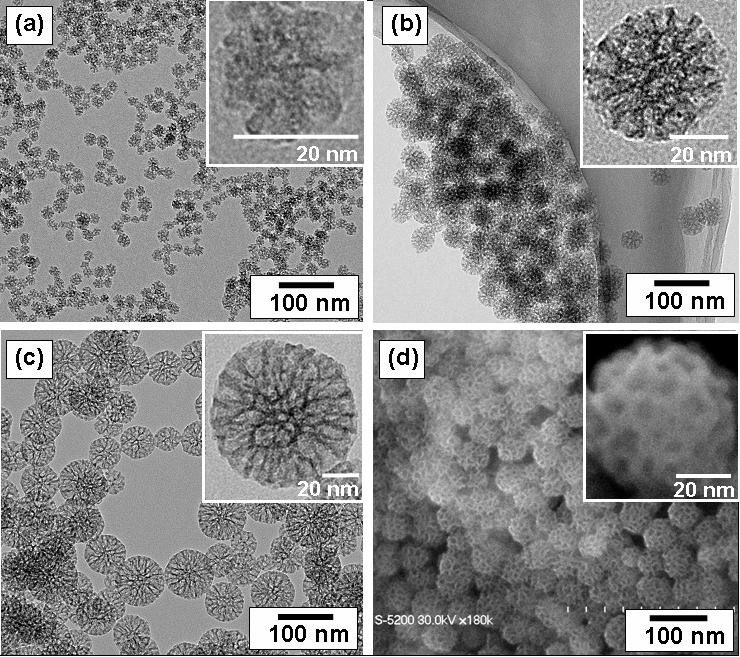
MET (a, b, y c) imágenes de silica mesoporosa preparada con diámetros de: (a) 20nm, (b) 45nm, and (c) 80nm. SEM (d) imagen de (b). Los recuadros son aumentos de partículas de silica

Una nanopartícula (nanopolvo, nanoracimo, o nanocristal) es una partícula que posee las tres dimensiones menores que 100 nm. Actualmente las nanopartículas son un área de intensa investigación científica, debido a una amplia variedad de aplicaciones potenciales en campos tales como biomédicos, ópticos, electrónicos, nanoquímica, o agricultura. Las partículas están calificadas por su diámetro. Las partículas ultrafinas son las mismas que las nanopartículas entre 1 y 100 nanómetros en tamaño. Las partículas finas están entre los 100 y 2,500 nanómetros. Las partículas gruesas cubren un rango de entre 2,500 y 10,000 nanómetros. 

## Definición
La
razón de la definición sinónima de nanopartículas y partículas ultrafinas es
que durante los años 1970-80, cuando el
primer estudio con “nanopartículas” estaba liderado con Estados Unidos (Por
Grangvist y Buhrman) y
Japón (Con un proyecto de ERATO) Les
llamaban partículas ultrafinas. Sin embargo, durante los años 1990s antes de
que se lanzara la Iniciativa Nacional de Nanotecnología en los Estados Unidos,
el nombre de “nanopartícula” se había puesto de moda (ver, por ejemplo, el
mismo escrito del autor hablando veinte años más tarde de los tamaños de
nanopartículas). Las
nanopartículas pueden exhibir propiedades de tamaño que puedan diferir
significativamente con aquellas observadas en partículas finas o materiales
amontonados. Aunque
el tamaño de la mayor parte de las moléculas entra en los lineamientos ya
mencionados, las moléculas individualmente no se les considera nanopartículas.
Los
nanoclusters tienen al menos una dimensión de entre 1 y 10 nanómetros y una
distribución estrecha. Los Nanopolvos son
aglomerados de partículas ultrafinas, nanopartículas o nanoclusters. Los cristales con medidas nanométricas, se les llama
nanocristales.

## Antecedentes
En
general, las nanopartículas son consideradas un descubrimiento de la ciencia
moderna, pero en realidad tienen una larga historia. Las nanopartículas fueron
utilizadas por artesanos desde el siglo IX en Mesopotamia para generar un
efecto resplandeciente en la cerámica.
Incluso
en esos días, la cerámica de la Edad Media y el Renacimiento solían tener un
brillo metálico de oro o cobre. Este lustre es causado por una capa metálica
que se aplicaba a la superficie transparente de un acristalamiento. El lustre
aun es visible si la capa ha resistido la oxidación atmosférica y demás
desgastes.
El
lustre originado por la capa misma, que contenía nanopartículas de plata y
cobre dispersadas homogéneamente en la matriz vidriosa del acristalamiento
cerámico. Estas nanopartículas fueron creadas por los artesanos mezclando sales
de cobre y plata con óxidos y vinagre, ocre y arcilla en la superficie de la
cerámica previamente acristalada. El objeto era posteriormente puesto en un
horno y calentado a 600 °C en una atmósfera reductora.
En
el calor, se suaviza el vidriado, provocando que los iones de cobre y plata
migraran a las capas externas del objeto. En ese momento, la atmósfera reducida
torna de regreso a los iones en metales, las cuales forman finalmente a las
nanopartículas que dan color y efectos ópticos.
Esta
técnica demostró que los antiguos artesanos tenían un conocimiento empírico
sofisticado de materiales. La técnica se originó en el mundo Musulmán. Puesto
que los musulmanes tenían prohibido usar
oro en representaciones artísticas, encontraron una forma de crear un efecto
similar sin usar oro real. Su solución fue utilizar lustre.
Michael Faraday dio la
primera descripción, en términos científicos, de las propiedades ópticas de
metales en escala nanométrica en su ensayo clásico de 1857. En un ensayo
posterior, el autor Turner señala que: “Es bien conocido que cuando delgadas
hojas de oro o plata son amontonadas en un cristal y calentadas en una
temperatura que está debajo de un calor rojo (500 °C aproximadamente), un cambio notorio de las
propiedades se vuelve visible, donde la continuidad de la capa metálica se
destruye. El resultado es que la luz blanca es ahora libremente transmitida,
siendo su reflejo correspondientemente disminuido, mientras la resistividad
eléctrica aumenta enormemente."

## Descubrimiento

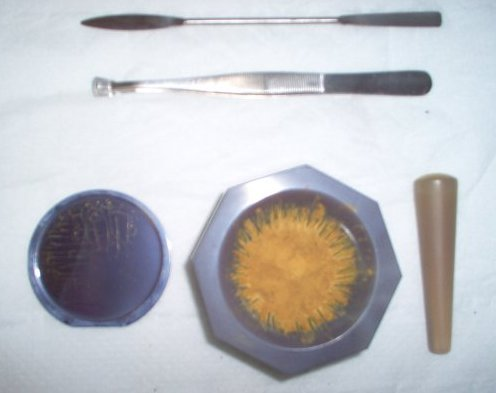
Polvo de silicio.

Recientemente se ha desarrollado una nanopartícula que utiliza la luz y el calor para destruir tumores. Además es orgánica y biodegradable.
Este descubrimiento se ha realizado por investigadores del Hospital Princesa Margarita en Ontario (Canadá) y de otras instituciones también de otros países que han constituido un equipo numeroso y de diversas especialidades. Gang Zheng ha sido el coordinador general de este estudio. Los resultados se han publicado en la revista Nature Materials.
Gang Zheng explica que: “combinamos elementos que se producen de forma natural (clorofila y lípidos) para crear una nanopartícula que muestra potencial para numerosos tipos de aplicaciones basadas en la luz. Permite que pueda llenarse de fármacos para tratar el tumor al que se dirige”.
Los investigadores explican que la terapia fototérmica utiliza luz y calor para destruir los tumores. La partícula absorbe mucha luz para acumularla en los tumores. Una vez que la nanopartícula alcanza su tumor objetivo se vuelve fluorescente para indicar “misión cumplida”.
Concluye Zheng: “La seguridad sin precedentes de esta nanopartícula en el organismo es la guinda del pastel".
La novedad de este estudio es que utiliza elementos orgánicos, pues otros equipos experimentan calentando nanopartículas de oro con luz para eliminar las células tumorales.

## Uniformidad
El
proceso químico y síntesis de alto rendimiento para los sectores privados,
industriales y militares requieren el uso de cerámicos, polímeros, cristales
cerámicos y materiales compuestos de alta pureza. En cuerpos condensados
formados de polvos finos, las partículas irregulares y formas en polvo normal
suelen conllevar morfologías no uniformes que resultan en empaquetados de
varias densidades compactas en el polvo.
La
aglomeración incontrolada de polvos por fuerzas de van der Waals puede aumentar
la falta de homogeneidad en la microestructura. Las tensiones diferenciales que
se desarrollan como resultado del encogimiento no-uniforme del secado están
directamente relacionados al cambio con el cual el solvente puede ser
removido, y dependiente de la distribución
de la porosidad. Dichas tensiones se han asociado con una transición de
plástico forma quebradiza consolidándose en cuerpos, y pueden llegar a una
propagación quebrada en el cuerpo crudo si no se libera.
Además,
cualquier fluctuación en la densidad de empaquetamiento del horno compacto es
frecuentemente amplificada durante el proceso de sinterización, dando como
resultado una densidad no homogénea. Algunos poros y otros defectos
estructurales asociados a la densidad han mostrado un papel fundamental en el
proceso de sinterización aumentando y delimitando la densidades. Las tensiones
diferenciales provenientes de densificaciones no homogéneas han demostrado
resultar en la propagación de quiebres internos, convirtiéndose en la fortaleza
del control de defectos.
La
evaporación y deposición de gases inertes son libres de muchos de estos defectos por
destilación (purificación) del proceso y teniendo suficiente tiempo en forma de
partículas de cristal, no obstante, incluso sus depósitos no agregados tienen
tamaños log-normales, lo cual es común en nanopartículas. La
razón por la cual las técnicas modernas de evaporación de gases pueden producir
relativamente una distribución estrecha es que la agregación puede ser evitada. Como
sea, incluso en este caso, en tiempo aleatorios en el crecimiento de la zona,
debido a su combinación de deriva y difusión, resulta en tamaño de distribución
siendo lognormal.
Entonces,
es deseable procesar un material en tal forma que sea físicamente uniforme con
respecto a la distribución de los componentes y su porosidad, que con la
distribución del tamaño de partículas que maximicen la densidad verde. El
contenido de un ensamble de partículas fuertemente dispersadas interactuando y
en suspensión requiere control total sobre fuerzas entre partículas. Las
nanopartículas monodisperas y coloides proveen este potencial.
Los
polvos monodispersado de silica, por ejemplo, puede estabilizarse
suficientemente para asegurar un alto nivel de orden en el cristal coloide que
resulta de la agregación. El grado de orden es limitado por el tiempo y espacio
permitido para relaciones de un rango más largo para ser establecidas. Las
estructuras coloidales cristalinas defectuosas son elementos básicos de la
ciencia de los materiales coloidales y, entonces, proveen el primer paso en el desarrollo
de una compresión más rigorosa de los mecanismos relacionados con la evolución
microestructural en materiales y componentes de alto rendimiento.

## Propiedades
Las

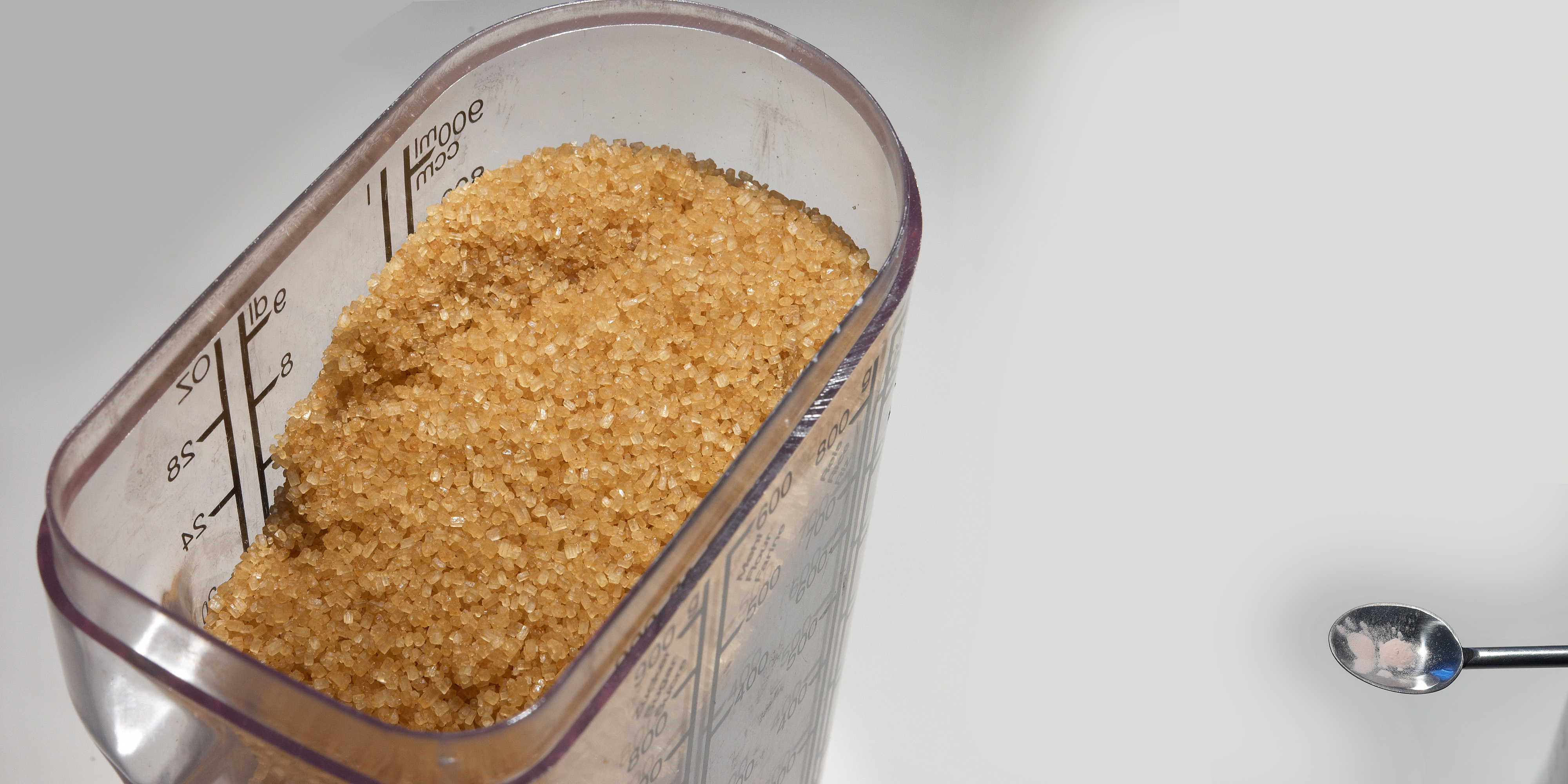
1 kg de partículas de 1 mm³ tiene la misma área de superficie que 1mg de partículas de 1 nm³

nanopartículas son de gran interés científico, de hecho, son un puente entre
los materiales a granel y las estructuras atómicas o moleculares. Un material
de granel debe tener propiedades físicas constantes, sin importar su tamaño,
pero en una nano escala, sus propiedades son observadas. Así, las propiedades
de los materiales cambian mientras su talla se aproxima a la nano escala y
conforme el porcentaje de átomos en la superficie de un material se vuelve
significativa. Para los materiales de granel más largos de un micrómetro, el
porcentaje de átomo en la superficie es insignificante en relación con el número de
átomo en el material de granel. Las
propiedades interesantes y a veces inesperadas de las nanopartículas están ahí
por la larga área de superficie del material, el cual domina las contribuciones
hechas por los pequeños gruesos del material.
Las
nanopartículas poseen frecuentemente propiedades ópticas inesperadas en tanto
sean suficientemente pequeñas a confinar sus electrones y producir efectos
cuánticos.  Por
ejemplo, nanopartículas de oro aparecen de color rojo oscuro en solución. Las
nanopartículas de oro amarillo y silicón gris son rojos. Las nanopartículas de
oro ebullen en temperaturas más bajas (~300 °C para 2.5 nm) que las losas
de oro (1064 °C); La
absorción de radiación solar es mayor en los materiales compuestos de
nanopartículas que en sus capas finas de varias capas del material. En las
aplicaciones de energía solar fotovoltaica y solar termales, controlando el tamaño, forma y
material de las partículas, haciendo posible el control de la absorción solar.
Otra propiedad dependiente de su tamaño es el
confinamiento cuántico partículas semiconductoras, la resonancia en el plasmón
superficial en algunas partículas de metales y superparamagnetismo en
materiales magnéticos. Lo cual es irónico es que los cambios en propiedades
físicas no son deseables. Los materiales ferromagnéticos que son más pequeños
que 10 nm pueden cambiar su dirección de
magnetización usando la energía termal de la temperatura ambiente,
provocando que no sean almacenables.
Las
suspensiones de nanopartículas son posibles puesto que la interacción de la
superficie de la partícula con el solvente es suficientemente fuerte para
superar las diferencias de densidad, lo cual de otra manera resultaría en un
material hundiéndose o flotando en un líquido.
El
radio del volumen del área de superficie de las nanopartículas proveen una
tremenda fuerza que conduce a la difusión, especialmente en temperaturas
elevadas. La sinterización puede llevarse a cabo en temperaturas más bajas, en
escalas de tiempos más cortos para partículas más largas. En teorías, esto no
afecta la densidad del producto final, aunque dificultades con el flujo y la
tendencia de las nanopartículas a aglomerarse lo complica. Por otra parte, las
nanopartículas han resultado presentar propiedades adicionales a varios
productos del día a día. Por ejemplo, la presencia de las nanopartículas del
dióxido de titanio imparte lo que se conoce como el efecto de autolimpieza, y el
tamaño siendo de un nano-rango, las partículas no pueden ser observadas. Se ha
encontrado que las partículas del óxido de zinc tienen propiedades para
bloquear rayos ultravioleta, comparado con su sustituto de granel. Esta es una
de las razones por las cual se suele usar en la preparación de protectores
solares, y
es completamente fotoestable.
Cuando
se incorporan nanopartículas de arcilla
en matrices de polímeros, incrementa el refuerzo, produciendo plásticos
más fuertes, verificables por una temperatura de transición vítrea más alta y
otros exámenes de propiedades mecánicas. Estas nanopartículas son duras, e
imparten sus propiedades al polímero. Las nanopartículas se han aunado a fibras
textiles para crear ropa inteligente y funcional.
Las partículas
metálicas, dieléctricas y semiconductoras han sido formadas, así como
estructuras híbridas (nanopartículas core-shell). Las
nanopartículas hechas de material semiconductor puede también ser etiquetado
como puntos cuánticos si son suficientemente pequeños (10 nm aprox.) para que
la cuantificación de la energía eléctrica ocurra. Dichas nanopartículas se
utilizan en aplicaciones biomédicas como acarreadores de medicamentos y agentes
de imagen.
Nanopartículas

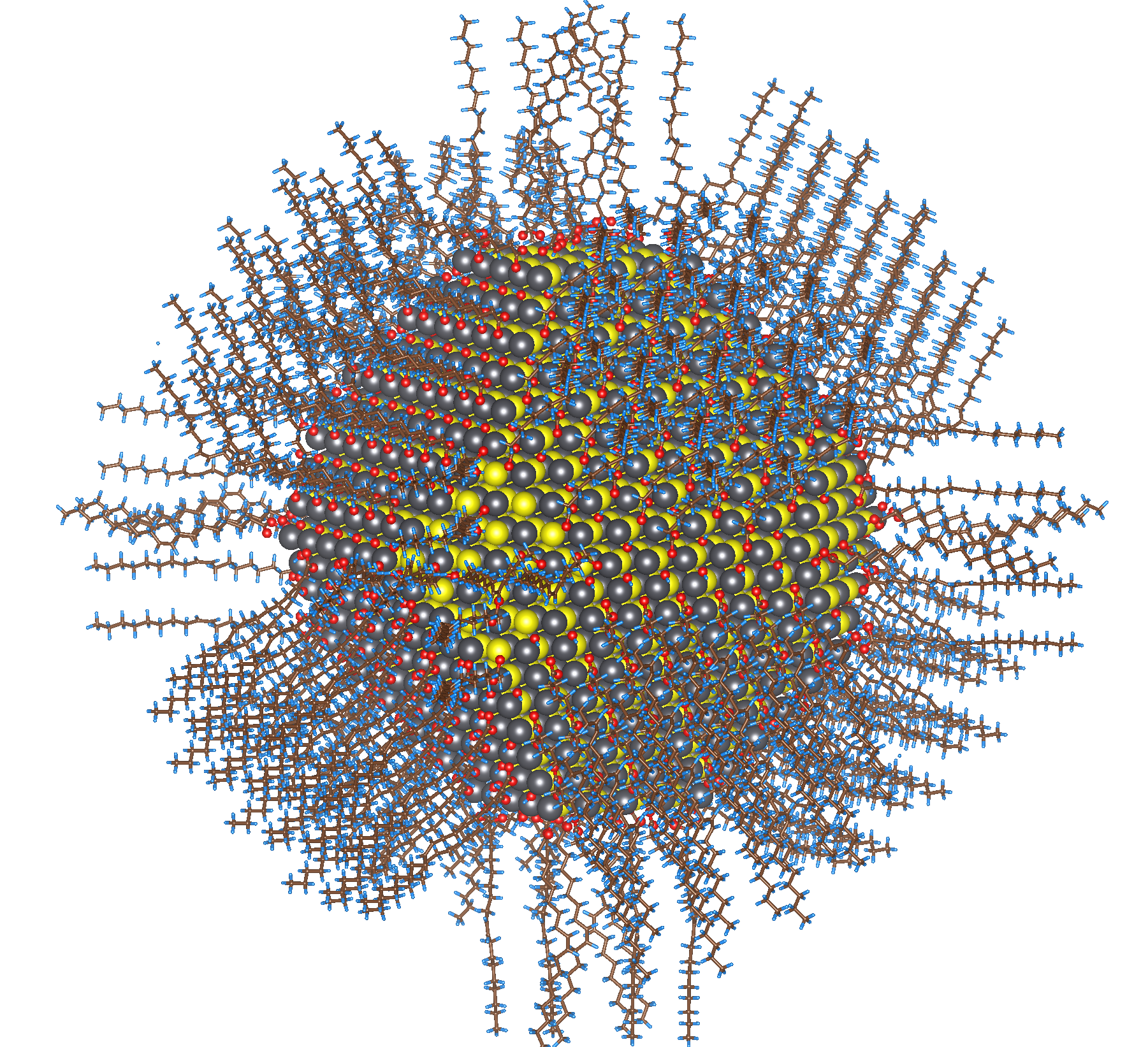
Nanopartícula semiconductora(quantum dot) de sulfuro de plomo con pasivación completa por ácido oléico, oleyl e hidroxilo (tamaño~5nm)

suaves y semisólidas se han manufacturado. Un prototipo de nanopartícula de
naturaleza semisólida es el liposoma. Varios tipos de liposomas se usan
actualmente clínicamente como sistemas de entrega para médicamente y vacunas
contra el cáncer.
Nanopartículas
con una mitad hidrofílica y la otra mitad homofóbica se les nombra partículas
Janus y son particularmente efectivas para estabilizar emulsiones. Pueden
acomodarse por sí solas en interfaces de agua/aceite y actúan como surfactantes
sólidos.
Igualmente, se han identificado algunos tipos de nanopartículas con propiedades antioxidantes.

## Principales tipos de nanopartículas
Cuatro son las principales clases en las que en general son clasificados los nanomateriales:
1. Materiales de base de carbón: con formas esféricas, elipsoidales o tubulares. Sus propiedades fundamentales son su reducido peso y su mayor dureza, elasticidad y conductividad eléctrica.
2. Materiales de base metálica: pueden ser quantum dots(puntos cuánticos o transistores de un solo electrón) o nanopartículas de oro, plata[42] o de metales reactivos como el dióxido de titanio, entre otras.
3. Dendrímeros: polímeros nanométricos construidos a modo de árbol en el que las ramas crecen a partir de otras y así sucesivamente; las terminaciones de cada cadena de ramas pueden diseñarse para ejecutar funciones químicas específicas(una propiedad útil para los procesos catalíticos).
4. Composites: combinan ciertas nanopartículas con otras o con materiales de mayor dimensión; el caso de arcillas nanoestructuradas es un ejemplo de uso extendido.

## Síntesis
Hay
diversos métodos para crear nanopartículas, incluyendo la atrición, pirólisis y
síntesis hidrotermal. En la atrición, partículas macro o microescala son
molidas en un molino de bola, un molino de bola planetario, u otro mecanismo
reductor de tallas. Las partículas resultantes son clasificadas por aire en un
elutriador para recuperar nanopartículas. En pirólisis, un vapor precursor es
forzado a través de un orificio en alta presión y quemado. El sólido resultante
es clasificado de aire para recuperar partículas de óxido de los gases del
producto. La pirólisis tradicional suele resultar en agregados y aglomerados,
que en partículas primarias individuales. La pirólisis por boquilla ultrasónica
apoya en la prevención de la formación de aglomerados.
Un
plasma termal puede deliberar la energía necesaria para causar la vaporización
de pequeñas partículas micrométricas. Las temperaturas del plasma termal se
encuentran en 10,000 K, para que el polvo sólido se evapore fácilmente. Las
nanopartículas se forman al enfriarse mientras salen de la región del plasma.
Los principales tipos de antorcha del plasma termal usados para producir
nanopartículas son “dc plasma jet”, “arc plasma” y plasmas de inducción de
radiofrecuencia (RF). En los reactores de “arc plasma”, la energía necesaria
para la evaporación y reacción viene de un arco eléctrico formado por el ánodo
y el cátodo. Por ejemplo, la arena de sílice puede ser vaporizada con “arc
plasma” en presión atmosférica, o delgados alambre de aluminio pueden ser
vaporizados el método de explosión de alambre. La mezcla resultante de gas
plasma y vapor de sílice puede ser rápidamente enfriado si se sopla con
oxígeno, para asegurar la calidad del sílice ahumado producido
En
la inducción RF, la energía enganchada el plasma se genera con un campo
electromagnético de la bobina inductora. El gas plasma no entra en contacto con
electrodos, aunque eliminando posibles fuentes de contaminación y permitiendo
la operación de antorchas de plasma con un amplio rango de gases, incluyendo
inertes, reductores, oxidantes y otros gases corrosivos. La frecuencia de
trabajo corte a niveles de potencia de entre 200 kHz y 40 MHz. Unidades de
laboratorio corren con una potencia de entre 30 y 50 kW, donde las unidades
industriales a larga escala se han probado con más de 1 MW. Mientras el tiempo
de residencia de la alimentación gotea en el plasma, es importante que el
tamaño de las gotas sean suficientemente pequeñas para llegar a una evaporación
completa. El método RF ha sido usado para sintetizar diferentes materiales de
nanopartículas, por ejemplo, varias nanopartículas para cerámica como óxidos,
carburos y nitratos de titanio y silicio.
Injertos
de condensación de gas son frecuentemente usados para producir nanopartículas de
metales con bajos puntos de ebullición. El metal es vaporizado en una cámara vacía
y después enfriada con un flujo de gas inerte. El vapor del metal enfriado se
condensa en nanopartículas, las cuales pueden ser arrastradas en el flujo del
gas.

### Sol-gel
El
proceso de sol-gel es una técnica química húmeda usada ampliamente en las áreas
de la ciencia de materiales e ingeniería cerámica. Estos métodos son usados
principalmente para la fabricación de materiales (óxidos de metales) empezando
de una solución química, que actúa como el precursor de una red integrara (gel)
de partículas discretas o redes de polímeros.
Los
precursores típicos son alcóxidos de metales y cloruros de metales, los cuales
pueden pasar por hidrólisis y reacciones de policondensación para formar una
red de un “sólido elástico” o una suspensión coloidal (dispersión). Un sistema
compuesto de partículas discretas submicrométricas dispersadas en varios grados en un fluido
hospedero. La formación de un óxido de metal involucra la conexión los centros
de los metales con oxo (M-O-M) o puentes (M-OH-M) de hidróxido, entonces
generar metales-oxo o polímeros de hidróxidos de metales en una solución. Así,
la solución cambia hacia la formación de una estructura similar a un sistema de
gel difásico que contiene la fase sólida y líquida cuyas morfologías van desde
partículas discretas a redes de continuos polímeros..
En
caso de que la fracción de volumen de partículas de un coloide es tan bajo que
una porción significativa del fluido
puede necesitar ser removida inicialmente para que las propiedades del “gel” sean
reconocidas. Esto se puede lograr de muchas maneras. El método más simple es
dando tiempo para que ocurra la sedimentación, y después vaciar el líquido
sobrante. La centrifugación también puede ser utilizada para acelerar el
proceso de la separación de fases.
Quitar
el líquido sobrante requiere un proceso de secado, que es comúnmente acompañado
por una porción de encogimiento y densificación. El ritmo al cual el solvente
pueda ser removido es determinado por la distribución de la porosidad en el
gel. La microestructura final del componente será fuertemente influenciada por
los cambios implementados durante esta fase del proceso. Subsecuente a esto, un
tratamiento termal es casi siempre necesario para favorecer la policondensación
y mejorar sus propiedades mecánicas y estabilidad estructural con la
sinterización, densificación y el crecimiento del grano. Una de las diferentes
ventajas de usar esta metodología es que la densificación se obtiene con temperaturas
más bajas.
La
solución precursora puede ser depositada en un sustrato para formar una capa de
inmersión recubridora, puesta en un contenedor adecuado con la forma deseada, o
usada para sintetizar polvos. El costo de producir la solución-gel es económico
y la técnica de baja temperatura permiten tener un control de la composición
química del producto. Incluso en pequeñas cantidades de dopantes, como
colorantes orgánicos y raros metales de tierra, pueden ser introducidos en la solución
y terminar dispersados uniformemente en el producto final. Puede ser usado en
el procesado de cerámicos y manufactura como un material de inversión, o como
materia para producir cintas muy delgadas de óxidos de metales para varios propósitos.
Los materiales derivados de solución-gel tienen diversas aplicaciones en
optometrías, electrónica, energía, espacio, sensores, medicinas y tecnologías
de separación.

## Coloides
El término coloide es usado principalmente para
describir un amplio rango de sólidos y/o líquidos, todas conteniendo distintas
partículas de líquidos y/o sólidos que están dispersadas en varios grados en un
medio líquido. El término es específico al tamaño de la partícula, las cuales
son más largas que las dimensiones atómicas pero suficientemente pequeño para
exhibir el movimiento browniano. Si las partículas son suficientemente largas
para su conducta dinámica en cualquier periodo de tiempo en suspensión, sería
gobernado por fuerzas de gravedad y sedimentación. Pero, si son suficientemente
pequeños para ser coloides, entonces su movimiento irregular en suspensión
pueden ser atribuidos al bombardeo colectivo de una miríada de moléculas
termalmente agitadas en el medio líquido de suspensión , como se describió por
Albert Einstein en su disertación. Einstein proveyó la existencia de moléculas
de agua concluyendo que esta conducta errática
de la partícula puede ser descrita adecuadamente usando la teoría del
movimiento Browniano, con la sedimentación siendo un posible resultado a largo
plazo. El rango del tamaño crítico normalmente va de (10−9 m) micrómetros (10−6 m).

## Morfología
Los

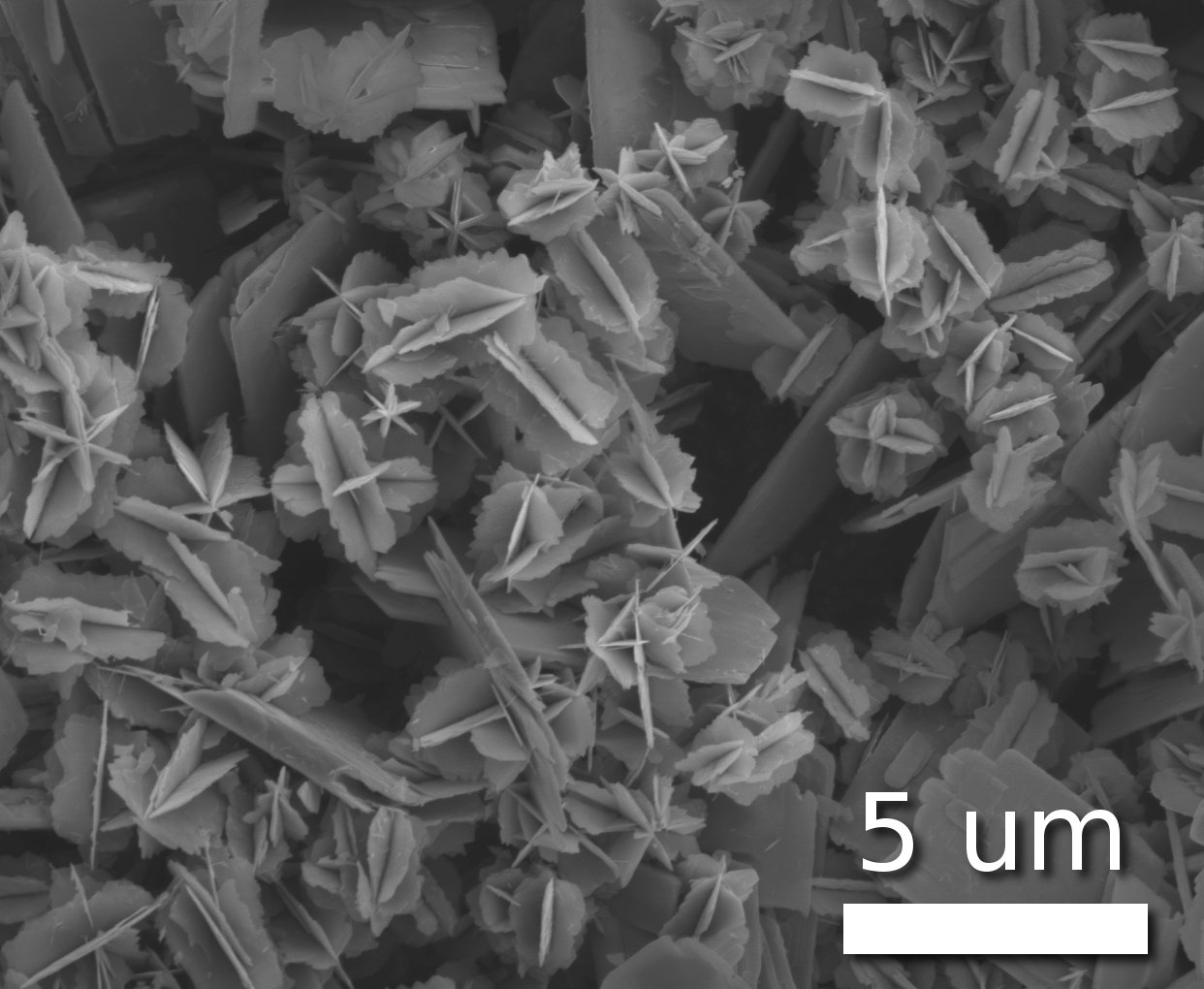
Nano estrellas de óxido de vanadio.

científicos han nombrado sus partículas por formas de la vida real que puedan
representar. Nanosferas, nanoarrecifes, nanocajas estas
morfologías a veces surgen espontáneamente como un efecto que da direcciones en
la síntesis de emulsiones de micelas o poros de alúmina anodizado, o de los
patrones cristalográficos de crecimiento de los materiales. Algunas
de estas morfologías pueden servir a propósitos como nanotubos largos de
carbono usados para conectar una unión eléctrica.
Las
partículas sin forma generalmente adoptan una forma esférica. En el fin
del rango de tamaños, las nanopartículas suelen ser llamadas racimos. Esferas, báculos,
fibras y tazas son algunas de las formas que han crecido. El estudio de las
partículas finas es la micrometría.

## Caracterización
La caracterización de las nanopartículas es necesaria para establecer el entendimiento y control de la síntesis y aplicaciones de nanopartículas. La caracterización se lleva a cabo usando diferentes técnicas, principalmente de la ciencia de materiales. Entre las técnicas más comunes está la microscopía de electrones (TEM, SEM), fuera atómica de microscopía (AFM), dispersión de luz dinámica (DLS), espectroscopia de fotoelectrones de rayos x (XPS), polvo de difracción de Rayos X (XRD), espectroscopia infrarroja por transformada de Fourier (FTIR), desorción láser asistida por matriz / espectrometría de ionización de masas de
tiempo de vuelo (MALDI-TOF), espectroscopia visible ultravioleta, espectrometría de retro-dispersión de Rutherford (RBS), dual interferometría polarización y de resonancia magnética nuclear (NMR).
Mientras la teoría ha sido conocida por un siglo, la tecnología para el análisis y rastreo de nanopartículas (NTA) permite el rastreo directo al movimiento Browniano; este método permite tomar la medida de nanopartículas individuales en una solución.
La mayoría de las técnicas de caracterización de estas nanopartículas son basadas en luz, pero una técnica de caracterización no óptica llamada “Tunable Resistive Pulse Sensing” (Detección de pulso sintonizable resistivo) ha sido desarrollada con el fin de medir simultáneamente el tamaño, concentración y superficie de una gran variedad de nanopartículas.
Esta técnica que aplica el Principio de Coulter, permite la cuantificación de estas tres características de cada partícula con una alta resolución.

## Funcionalización
El
revestimiento de la superficie de las nanopartículas es crucial para determinar
sus propiedades. En particular, el revestimiento de la superficie puede regular
la estabilidad, solubilidad y focalización. Un revestimiento que es polimérico
o multivalente, da una buena estabilidad.
Los catalizadores basados en nanomateriales funcionalizados pueden ser
utilizados para la catálisis de muchas reacciones orgánicas conocidas.

### El revestimiento de la superficie para aplicaciones biológicas
Para
las aplicaciones biológicas, el revestimiento de la superficie debería ser
polar para dar una alta solubilidad acuosa y prevenir la agregación de
nanopartículas. En suero o en la
superficie de la célula, recubrimientos altamente cargados promueven la unión
no específica, mientras que el polietilenglicol vinculado a grupos hidroxilo o
metoxi terminales repelen las interacciones no específicas. Las
nanopartículas pueden estar vinculadas a las moléculas biológicas que pueden
actuar como etiquetas de direcciones, para dirigir las nanopartículas a sitios
específicos dentro del cuerpo, organelos específicos dentro de la célula, o
seguir específicamente el movimiento de proteínas o de las moléculas de ARN en
las células vivas. Etiquetas
de direcciones comunes son anticuerpos monoclonales, aptámeros, estreptavidina
o péptidos. Estos agentes de direccionamiento idealmente deben estar unidos
covalentemente a la nanopartícula y deben estar presentes en un número
controlado por nanopartículas. Las nanopartículas polivalentes, teniendo
múltiples grupos de orientación, pueden agruparse los receptores, que puede
activar vías de señalización celular, y dar anclaje más fuerte. Las nanopartículas
monovalentes, teniendo un único sitio de unión, evitar la
agrupación y así son preferibles para el seguimiento del comportamiento de las
proteínas individuales.
Los revestimientos
de células rojas de la sangre pueden ayudar a las nanopartículas a evadir el
sistema inmunológico.

## Seguridad
Las
nanopartículas presentan posibles peligros, tanto riesgos médicos como para el
medio ambiente. La
mayoría de estos son debido a la alta relación de superficie con el volumen, lo
que puede hacer que las partículas sean muy reactivas o catalíticas. También
son capaces de pasar a través de las membranas celulares en organismos, y sus
interacciones con los sistemas biológicos son relativamente desconocidas. Un
reciente estudio que analiza los efectos de las nanopartículas de ZnO sobre las
células inmunes humanas y se ha encontrado diferentes niveles de
susceptibilidad a la citotoxicidad. Existe
la preocupación de que las empresas farmacéuticas, que buscan la aprobación
regulatoria para nano-reformulaciones de los medicamentos existentes, están
confiando en los datos de seguridad producidos durante los estudios clínicos de
las versiones anteriores de la reformulación de la medicina. Esto podría causar
que a los organismos reguladores, como la FDA, pasen por desapercibido nuevos
efectos secundarios que son específicos de la nano-reformulación.
Ya
sea que los cosméticos y filtros solares que contienen nanomateriales plantean
riesgos para la salud, sigue siendo desconocido sus daños actualmente. Sin
embargo, una considerable investigación ha demostrado que las nanopartículas de
zinc no se absorben en el torrente sanguíneo in vivo. Se
ha encontrado que las nanopartículas de diésel pueden dañar el sistema cardiovascular
en un modelo de ratones.
También
se ha levantado preocupación sobre los efectos en la salud de las nanopartículas
respirables de determinados procesos de combustión.  A
partir de 2013 la Agencia de Protección Ambiental estaba investigando la
seguridad de las nanopartículas siguientes:
- Nanotubos de Carbono: Los materiales de carbono tienen una amplia gama de usos, que van desde materiales compuestos para su uso en vehículos y material deportivo a los circuitos integrados para los componentes electrónicos. Las interacciones entre los nanomateriales como los nanotubos de carbono y materia orgánica natural, influyen fuertemente en su agregación y deposición, que afecta fuertemente su transporte, transformación, y la exposición en ambientes acuáticos. En investigaciones anteriores, los nanotubos de carbono exhiben algunos impactos toxicológicos que serán evaluados en diversos entornos ambientales en la investigación actual sobre la seguridad química de la EPA. La investigación de la EPA proporcionará datos, modelos, métodos de prueba y las mejores prácticas para descubrir los efectos agudos sobre la salud de los nanotubos de carbono e identificar métodos para predecirlos.[72]
- Óxido de cerio: El óxido de cerio a nanoescala se utiliza en electrónica, equipos biomédicos, la energía y los aditivos de combustible. Muchas aplicaciones de las nanopartículas de óxido de cerio en aplicación de ingeniería, naturalmente, provoca que se dispersen en el medio ambiente, lo que aumenta el riesgo de exposición. Hay una exposición continua a las nuevas emisiones de diésel que utilizan aditivos de combustible que contienen nanopartículas de CeO2, y los impactos ambientales y de salud pública de esta nueva tecnología son desconocidos. La investigación de la seguridad química de la EPA está evaluando las implicaciones, ecológicas y de salud ambiental de los aditivos de combustible diésel.[72]
- Titanium dioxide: Dióxido de titanio: El nano dióxido de titanio se utiliza actualmente en muchos productos. Dependiendo del tipo de partícula, puede encontrarse en los protectores solares, cosméticos, pinturas y recubrimientos. También está siendo investigado para su uso en la eliminación de contaminantes del agua potable.[72]
- Nano Plata: La nano plata se está incorporando a los productos textiles y otros materiales para eliminar las bacterias y el mal olor de la ropa, envases de alimentos y otros artículos donde las propiedades antimicrobianas son deseables. En colaboración con la “Consumer Product Safety Commission” de EE. UU., la EPA está estudiando determinados productos para ver si se transfieren las partículas de plata nano-tamaño en escenarios del mundo real.[72]
- Hierro: Aunque el hierro nanoescala está siendo investigado para muchos usos, entre ellos "fluidos inteligentes" para usos tales como la óptica de pulido y como un suplemento nutricional de hierro se absorbe mejor, uno de sus usos actuales más destacados es para eliminar la contaminación de las aguas subterráneas. Este uso, apoyado por la investigación de la EPA, se está poniendo a prueba en una serie de sitios en todo el país de EE. UU.[72]

## Implicaciones ambientales
Se ha señalado que las propiedades que se están aprovechando de las nanoestructuras y nanomateriales mencionados (por ejemplo: su superficie altamente reactiva y su habilidad de atravesar membranas) podrían significar importantes peligros en especial por su grado potencialmente elevado de toxicidad. Las implicaciones ambientales en relación con tal toxicidad y con la biodegradabilidad de las nanopartículas y los efectos de éstas en la salud de la diversidad de especies(incluyendo la humana), en el corto y en el medio plazo, son de consideración puesto que se estima que podrían interferir en las funciones vitales. La bioacumulación y persistencia de las nanopartículas a lo largo de la cadena alimentaria es también un factor a tener en cuenta.
El asunto es complejo dado que en la nanociencia hay notables vacíos de conocimiento, entre los que se identifica como más importantes:
- (a) la insuficiente definición del punto en el que de hecho las propiedades cambian en relación con el tamaño.
- (b) la limitada claridad acerca de esas propiedades de la nanoescala.
- (c) el casi nulo conocimiento de las implicaciones de la interacción de las nanoestructuras con el medio natural.

Para ello es necesario determinar de modo general y particular las características de los nanomateriales en interacción con el medio natural(y consecuencias de sus posibles transformaciones). Esto es, por tanto, aspectos como: sus mecanismos de transporte o movimiento en aire, tierra y agua y su capacidad de difusión, de aglomeración, de deposición húmeda y seca, de sus propiedades gravitacionales; de su reactividad con moléculas o nanopartículas naturales(no diseñadas o nanoestructuradas) y cómo ello afecta sus características generales, incluyendo su toxicidad, o de cambios inducidos por reacciones fotocatalizadoras o inducidas por condiciones anaeróbicas.
La Royal Society suscribía en 2004 que "la evidencia sugiere que por lo menos algunas nanopartículas manufacturadas serán más tóxicas por unidad de masa que aquellas de la misma naturaleza pero de mayor dimensión. Esta toxicidad está relacionada con el área de superficie de las nanopartículas y con su reactividad química".
Tal reactividad química de la superficie de las nanopartículas es de mayor consideración ambiental, pues se piensa que las enzimas naturales presentes en el ambiente pueden cambiar las propiedades de la superficie de las nanopartículas, y convertirse en coloides. Estas nanopartículas con características coloidales podrían ser ideales para la transportación a larga distancia de material tóxico, como contaminantes hidrofóbicos y metales pesados, por ejemplo al reaccionar con moléculas mayores pero de menos movilidad, como las contenidas en fertilizantes y pesticidas.

## Aplicaciones Láser
El uso de nanopartículas en tinte dopado con láser de poli
(metacrilato de metilo) (PMMA) los medios de ganancia del láser se demostraron
en 2003 y se ha demostrado que mejoran la eficiencia de conversión y para
disminuir la divergencia del haz láser. Los investigadores
atribuyen la reducción de la divergencia del haz a la mejora de dn / dt de la
características del tinte dopado orgánico-inorgánico nanocompuesto. La
composición óptima reportado por estos investigadores es 30% w / w de SiO2 (~
12 nm) en PMMA tinte dopado.

## Aplicaciones Médicas
- Lisoma
- Dendrímero
- Nanopartículas de óxido de hierro
- Nanomedicina
- Conjugados de polímero-fármaco
- Nanopartículas poliméricas